# Caetano Mendes
Caetano Mendes é um distrito do município brasileiro de Tibagi, no Paraná.
De acordo com o Instituto Brasileiro de Geografia e Estatística (IBGE), sua população no ano de 2010 era de 4 255 habitantes.
O distrito de Caetano Mendes foi criado e anexado ao município de Tibagi pela lei estadual n.º 7294, de 03-01-1980. A área urbana do distrito fica cerca de 45 km distante do centro de Tibagi.